# ホワイト・ベアーファミリー
株式会社ホワイト・ベアーファミリー（英: White Bear Family Co., Ltd.）は、大阪府大阪市北区に本社を置く旅行会社である。

## 概要
国内旅行は「しろくまツアー」、海外旅行は「ハッピーホリデー」のブランドで、インターネットを活用した旅行ツアーの企画販売を手掛けている。
当初は関西学院大学を中心としたサークルから発祥し、国内ツアーを展開していたが、1998年に法人営業を廃止した。その一方で、利幅が低い「しろくまツアー」「ハッピーホリデー」に依存していたこと、資金を金融機関からの借り入れに依存し、手持ち資金は月商を下回ったために資金繰りが悪化していたなどから、一部の取引先ではホワイト・ベアーファミリーとの取引を慎重に行う動きがあったという。2020年4月には「高速バスドットコム」、「レンタカードットコム」、オプショナルツアー専門サイト「旅プラスワン」など予約サイトを運営しているオンライントラベル株式会社の全株式を売却している。
2020年6月30日に、大阪地方裁判所に民事再生法の適用を申請し、同日付で開始決定および監督命令を受けた。新型コロナウイルスの影響で、旅行需要が落ち込み、売り上げが大幅に減少したことで経営に行き詰まったのが原因とされる。
民事再生スポンサーには星野リゾートが支援を表明しており、民事再生手続開始当日に「スポンサー就任についての基本合意書」を締結。同年10月20日に星野リゾートとの間でスポンサー契約を締結したと同時に、大阪地方裁判所に再生計画案を提出した。同年12月に大阪地方裁判所から民事再生計画の許可を受けた。
関連会社であったWBFリゾート沖縄の株式は2020年10月30日にJ-GIA1号投資事業有限責任組合とナイン・ステーツ・4投資事業有限責任組合へ譲渡された。WBFホテル&リゾーツが手掛けていた事業も、2021年3月1日に設立したWBFホテルマネジメント株式会社へ会社分割により譲渡され、WBFホテルマネジメント全株式は星野リゾートへ譲渡された。
その後ホワイト・ベアーファミリーは、旅行業に専念しながら再建を図り、2021年8月1日にWBFホールディングスを吸収合併。同年10月29日に大阪地方裁判所から民事再生手続終結決定を受けた。
2024年株式会社ホワイト・ベアーホテルズとしてホテル運営、再生、コンサルティング事業を再開。

## 沿革
- 1976年（昭和51年）3月 -関西学院大学を中心にスキーツアーサークルと学生ツアーを企画。
- 1979年（昭和54年） - 国内旅行業登録を取得、主催旅行業者として、若者向けスキーツアー企画、募集を開始。
- 1981年（昭和56年）5月1日 - 株式会社ホワイト・ベアーファミリーを設立。
- 2020年（令和2年）
  - 4月 - オンライントラベルの全株式を譲渡。
  - 6月30日 - 大阪地方裁判所に民事再生法の適用を申請[3]。
  - 10月20日 - 星野リゾートとの間で民事再生スポンサー契約を締結。
  - 10月30日 - 保有していたWBFリゾート沖縄全株式を譲渡。
  - 12月28日 - 大阪地方裁判所から民事再生計画の許可を受ける。
- 2021年（令和3年）
  - 3月1日 - WBFホテルマネジメントの全株式を譲渡。
  - 8月1日 - WBFホールディングスを吸収合併。
  - 10月29日 - 大阪地方裁判所から民事再生手続終結決定を受ける。
- 2024年（令和6年）
  - 株式会社ホワイト・ベアーホテルズとして、ホテル運営、再生、コンサルティング事業を再開。2021年に星野リゾートより返還され別会社として運営していたパームガーデン舞洲を正式に傘下に戻した。[11]